# 吉岡温泉
座標: 北緯35度29分0.42秒 東経134度7分41.43秒 / 北緯35.4834500度 東経134.1281750度
吉岡温泉（よしおかおんせん）は、鳥取県鳥取市吉岡温泉町にある温泉。
国民保養温泉地に指定されており、1000年前に発見されたと伝えられている。
本記事ではあわせて鳥取市吉岡温泉町地区についても説明する。

## 泉質
単純温泉（弱アルカリ性低張性高温泉）で、源泉温度は30〜55℃。

## 温泉街
10軒の旅館が存在する。
温泉街には数箇所源泉があり、蛇口が設置されているところでは、蛇口をひねると源泉が出てくる。
共同浴場は、吉岡温泉会館（一ノ湯）が存在する。また、足湯（華湯･やすらぎ湯）が2箇所にある。
名物はぎょうせん飴（褐色の水飴）と鯰料理。

## 郷土料理
郷土料理として、ナマズ料理が有名。

## 歴史
開湯は1000年以上前とされている。吉岡温泉にある宝泉寺の『温泉略縁起』では962年（応和2年）葦岡長者が温泉を発見したことになっている。江戸期の『吉岡温泉記』で紹介されている言い伝えによると、顔に瘡のできた娘が薬師如来に願をかけ、その託宣にしたがって温泉を発見し、それによって瘡が治癒したという。『全国温泉大事典』や『鳥取県の地名（日本歴史地名大系）』では、この娘は葦岡長者の娘で、願を掛けたのは6kmほど東にある菖蒲山（菖蒲山座光寺）ということになっている。
島津家久が記した『中書家久公御上京日記』には家久が天正3年（1575年）の2月、薩摩国へ山陰地方を経由して帰る途中、吉岡温泉の湯につかったことが次のように記されている。「十八日朝、（略）さて吉岡の城、同其町を通るに、出陽（湯）有、各々入（略）」
鹿野城主の亀井茲矩（鹿野藩）は吉岡温泉の開発を行ったほか、鳥取藩3代目の池田光仲は温泉利用の規則を設けるなど、戦国期から江戸期の支配者によって庇護を受けた。
江戸期の情報では、温泉が最初に発見された「株湯」（柳の古木の株から湧出）、藩主専用（鍵湯）だった「一の湯」「二の湯」、亀井氏専用だったが後に開放された「亀井殿湯」、そのほか「荒湯」「馬湯」といった共同の湯船があったとされる。のちに発展とともに温泉旅館や内湯が増えていった。
近代に入ると、大正時代に鳥取市との間に自動車による交通が整備された。1925年（大正14年）には県議会が紛糾し、政友会一派が審議妨害を目論んで、会期中に議会を抜け出し吉岡温泉の宿泊施設にこもるという「吉岡ホテル事件」が起きた。
太平洋戦争後、温泉委員会が組織されて源泉の整理が行われ、1966年（昭和41年）8月1日、厚生省告示第351号により、鹿野温泉とともに国民保養温泉地の指定を受けた。
鳥取県による調査に拠れば、2017年（平成29年）の入湯客数は約25,000人で、鳥取県内としては6番目に多い。

## 住所としての「吉岡温泉町」
温泉一帯は、江戸時代には湯村といい、明治に入ると吉岡村に改称した。1889年（明治22年）10月1日に町村制施行で他の6村と合併し吉岡村大字吉岡となり役場が設置された。
1878年（明治11年）からは高草郡の郡役所が設置され、1896年（明治22年）に高草郡と気多郡が合併して気高郡になった後も郡役所は当地に置かれた。
1953年（昭和28年）7月1日に吉岡村は他の多くの旧高草郡の村々と共に鳥取市に編入され、大字吉岡は吉岡温泉町と改称し現在に至る。
郵便番号は680-1442（鳥取中央郵便局管区）。

### 公共施設
- 吉岡郵便局
- 鳥取警察署吉岡温泉駐在所
- 鳥取市立　湖南地区公民館

### 神社仏閣
- 宝泉寺 - 曹洞宗。中国四十九薬師霊場の44番目。寺の蔵書で、吉岡温泉の発祥の由来説を伝える[2]『吉岡温泉記』（1674年（延宝2年）成立）や温泉関連の和歌や俳句を集めた『吉岡温泉吟詠草』は、鳥取市の指定文化財[9][10]。

### ゆかりのある人物
- 筧馬蔵（酒類販売業、吉岡ホテル社長）[11]

## アクセス
- 鉄道・バス：
  - 山陰本線鳥取駅より日ノ丸バス（路線番号：50・51）で約25分（湖山経由（路線番号：45・45H）は約45分）。
  - 山陰本線末恒駅より徒歩10分の美萩野団地バス停より日ノ丸バス（路線番号：45・45H）で約15分。
- 高速道路：
  - 山陰自動車道（鳥取西道路） 吉岡温泉インターチェンジ